# ТЕЦ BPWHA 1
13°3′53″ пн. ш. 101°5′32″ сх. д. / 13.06472° пн. ш. 101.09222° сх. д.
ТЕЦ BPWHA 1 — теплоелектроцентраль у тайські провінції Чонбурі в індустріальній зоні Hemaraj Chonburi Industrial Estate.
В 2016-му на майданчику станції став до ладу парогазовий блок комбінованого циклу потужністю 130 МВт, в якому дві газові турбіни живлять через відповідну кількість котлів-утилізаторів одну парову турбіну. Також блок постачає підприємствам індустріальної зони технологічну пару в обсягах 30 тонн на годину.
Відповідно до запровадженої в Таїланді програми сприяння малим ТЕЦ, блок отримав 25-річний контракт на викуп 90 МВт потужності державною електроенергетичною компанією Electric Generating Authority of Thailand (EGAT).
Як паливо станція використовує природний газ (через провінцію Чонбурі проходить газотранспортний коридор Районг — Бангпаконг).
Безпосереднім власником станції є компанія B.Grimm Power (WHA) 1, головним учасником якої із часткою у 70 % виступає тайський конгломерат B.Grimm Group.